# Carlo Delle Piane

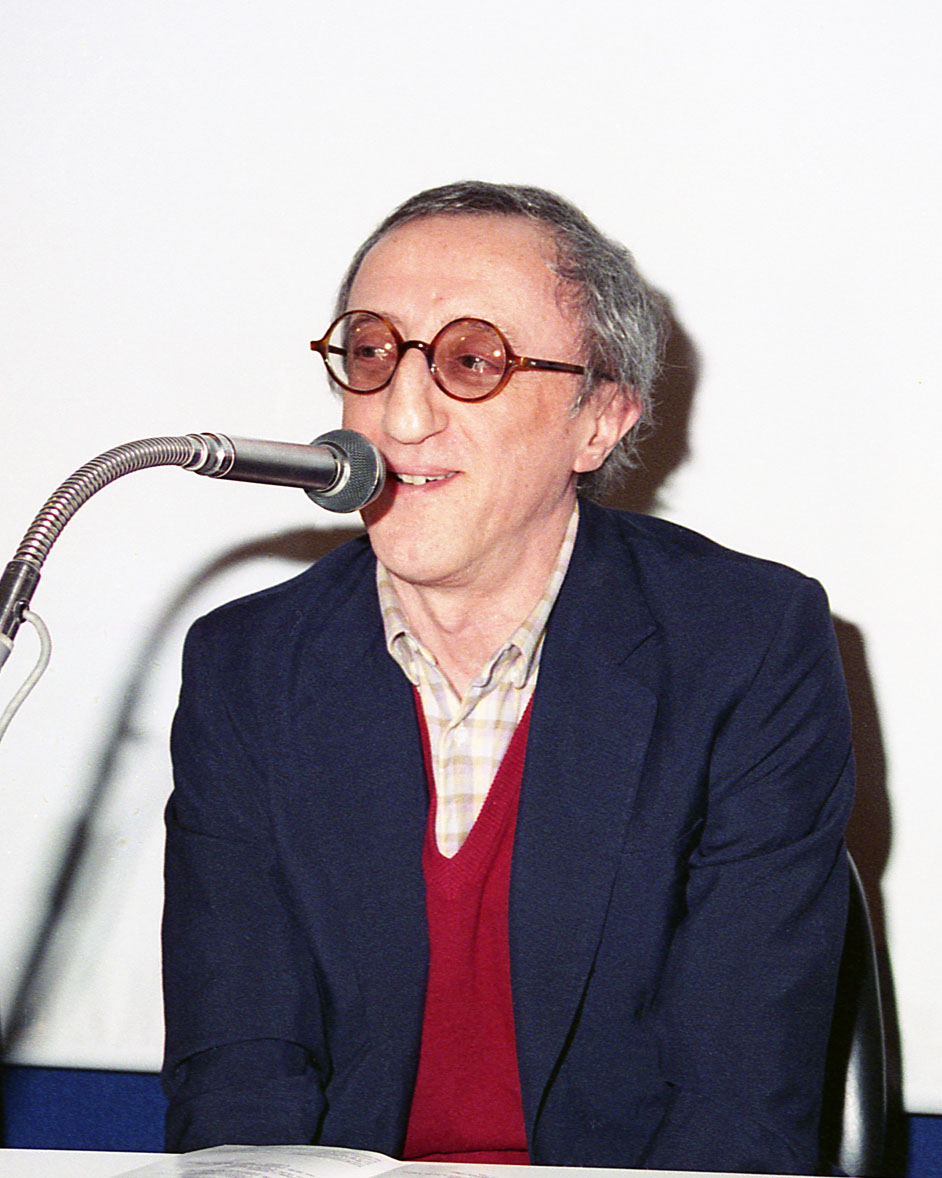
Carlo Delle Piane, 1995

Carlo Delle Piane (* 2. Februar 1936 in Rom; † 23. August 2019 ebenda) war ein italienischer Schauspieler.

## Leben
Delle Piane spielte seine erste Filmrolle im Alter von zwölf Jahren – er war Schüler des römischen „San Pio XI“ – für Duilio Coletti in dessen Cuore; Vittorio De Sica, sein Filmpartner, hatte ihn entdeckt und aufgrund seiner markanten Erscheinung empfohlen. Auch in den Folgejahren ließen die deformierte Nase, ein prominentes Kinn und eine hohe Stimme Delle Piane glaubwürdig Leute aus dem einfachen Volk, oft jedoch auch komische Figuren, darstellen. Lange Jahre wurde er vom Publikum zwar geschätzt, war jedoch in den Besetzungslisten nicht vorne zu finden.
Mit der Bekanntschaft zu Pupi Avati, der ihn in fast allen seinen Filmen einsetzte, entwickelte sich Delle Piane zum gefragten und prämierten Darsteller. 1997 inszenierte er seinen einzigen Film als Regisseur, den allerdings trotz korrekter Regie und sehr guter schauspielerischen Leistungen weithin unbemerkt gebliebenen Ti amo, Maria.
Gelegentlich spielte Delle Piane auch auf der Bühne, so im Stück „Rugantino“ im Dezember 1962.
1983 (Pasinetti-Preis für Ein Schulausflug) und 1986 (Coppa Volpi für Weihnachtsgeschenk) wurde er bei den Filmfestspielen von Venedig ausgezeichnet; 1984 erhielt er für Ein Schulausflug das Nastro d’Argento der italienischen Filmkritik.
Nach 2005 zog er sich weitgehend als Schauspieler zurück; im November 2010 wurde sein mit Giuseppe Aquino geschriebenes und inszeniertes Stück Io, Anna e Napoli uraufgeführt.

## Filmografie (Auswahl)
- 1948: Cuore
- 1951: Räuber und Gendarm (Guardie e ladri)
- 1954: Ein Amerikaner in Rom (Un americano a Roma)
- 1956: Spuren in die Vergangenheit (Sait-on jamais?)
- 1963: Maskenball bei Scotland Yard
- 1968: Frau Wirtin hat auch einen Grafen
- 1969: Erzengel (L’arcangelo)
- 1970: Gelegenheit macht Eifersucht (Lacrime d’amore)
- 1971: Le Juge
- 1973: Theresa, die Diebin (Teresa la ladra)
- 1976: Die Knallköpfe der 6. Kompanie (La dottoressa del distretto militare)
- 1976: Neun Leichen hat die Woche (Tutti defunti tranne i morti)
- 1984: Die Abschlussfeier (Festa di laurea)
- 1984: Ein Schulausflug (Una gita scolastica)
- 1985: Wir drei (Noi tre)
- 1986: Weihnachtsgeschenk (Regalo di Natale)
- 1988: Bandellis Alibi (I giorni del commissario Ambrosio)
- 2001: Kreuzritter 4 – Das Gewand Jesu (I cavalieri che fecero l’impresa)
- 2017: Für Dich soll‘s ewig Rosen geben (Chi salverà le rose?)